# Kevin Großkreutz
Kevin Großkreutz (Dortmund, 19 juli 1988) is een Duits voormalig voetballer die op verschillende posities speelde. Großkreutz debuteerde in 2010 in het Duits voetbalelftal, waarmee hij in 2014 het WK voetbal won.

## Clubcarrière
Großkreutz carrière in het betaald voetbal begon bij Rot Weiss Ahlen. Met die club promoveerde hij in 2008 van de Regionalliga Nord naar de 2. Bundesliga. Hij droeg daaraan bij met onder meer twaalf doelpunten. Na dat seizoen werd hij door Kicker Sportmagazin opgenomen in het elftal van het jaar.
Großkreutz verruilde Rot Weiss Ahlen in juli 2009 voor Borussia Dortmund. Hij maakte op 5 december 2009 zijn eerste doelpunt voor Borussia, in een wedstrijd tegen 1. FC Nürnberg. In zowel het seizoen 2010/11 als dat van 2011/12 werd hij Duits landskampioen met Borussia. Tijdens het seizoen 2012/13 werd Großkreutz door trainer Jürgen Klopp ook regelmatig gebruikt als rechts- of linksachter. Door een blessure bij de Pool Łukasz Piszczek startte hij het seizoen 2013/14 als rechtsback.
Großkreutz bleef zes seizoenen bij Dortmund. Hij tekende in augustus 2015 vervolgens een contract tot medio 2018 bij Galatasaray SK, de kampioen van Turkije in het voorgaande seizoen. Dat betaalde circa €1.500.000,- voor hem. Alleen omdat de papieren van zijn transfer niet voor de transferdeadline binnen waren bij de FIFA, mocht hij tot 1 januari 2016 geen officiële wedstrijden spelen voor Galatasaray. Großkreutz speelde uiteindelijk geen wedstrijd voor de Turkse club en vertrok in januari 2016 naar VfB Stuttgart. Hier werd hij op 3 maart 2017 ontslagen, nadat hij enkele dagen eerder betrokken was geweest bij een vechtpartij in het centrum van de stad.
Großkreutz tekende in april 2017 een contract per 1 juli 2017 bij SV Darmstadt 98. Daarmee ging hij spelen in de 2. Bundesliga. Sinds de zomer van 2018 speelt hij voor de KFC Uerdingen, die uitkomt in de 3. Liga. In oktober 2020 werd zijn contract ontbonden. Hierma besloot hij een punt achter zijn carrière te zetten.

## Duits elftal
Großkreutz debuteerde op 13 mei 2010 in het Duits voetbalelftal, in een vriendschappelijke wedstrijd thuis tegen Malta. Duitsland won dat duel met 3-0 door goals van Cacau (2) en een eigen doelpunt van Kenneth Scicluna.
In juni 2014 werd hij opgenomen in de Duitse ploeg voor het WK 2014. Duitsland won het toernooi, hoewel Großkreutz niet tot speelminuten kwam tijdens de competitie.

## Erelijst
| Competitie        |                   |                   |                   |                   |
| Competitie        | Aantal            | Jaren             |                   |                   |
| Borussia Dortmund | Borussia Dortmund | Borussia Dortmund | Borussia Dortmund | Borussia Dortmund |
| ----------------- | ----------------- | ----------------- | ----------------- | ----------------- |
| Bundesliga        | 2x                | 2010/11, 2011/12  |                   |                   |
| DFB-Pokal         | 1x                | 2011/12           |                   |                   |
| DFL-Supercup      | 2x                | 2013, 2014        |                   |                   |
| Duitsland         |                   |                   |                   |                   |
| FIFA WK           | 1x                | 2014              |                   |                   |